# Bandeira de Campinas
Bandeira de Campinas é um dos símbolos oficiais do município de Campinas, estado de São Paulo.
Foi criada por Ricardo Gumbleton Daunt e aprovada oficialmente em 16 de junho de 1961 sob a lei n° 2.523, e promulgada em 26 de junho de 1961, pelo prefeito municipal em exercício, Miguel Vicente Cury.

## Descrição
Seu desenho consiste em um retângulo de proporção largura-comprimento de 14:20 de fundo branco com o escudo central do brasão municipal no centro. Além disso, está inscrito em letras azuis não serifadas e em caixa alta as inscrições: MUNICÍPIO DE CAMPINAS, na parte superior e SÃO PAULO na parte inferior. As inscrições estão distribuídas de modo a formar um círculo em volta do brasão. A figura central (escudo) está fixado a 4 módulos e distando 5 módulos das extremidades superior e inferior, respectivamente.

## Simbolismo
O fundo branco representa a pureza, o escudo e as letras em azul representam a lealdade. O  amarelo representa a riqueza. A imagem da fênix e sua pira é símbolo da imortalidade do povo campineiro.